# آببر ستبل (بيدفوردشير)
آببر ستبل (بالإنجليزية: Upper Staploe)‏ هي قرية تقع في المملكة المتحدة في شرق إنجلترا.